# Ophiactis amator
Ophiactis amator är en ormstjärneart som beskrevs av Jean Baptiste François René Koehler 1922. Ophiactis amator ingår i släktet Ophiactis och familjen bandormstjärnor. Inga underarter finns listade i Catalogue of Life.